# 사르5급 초계함

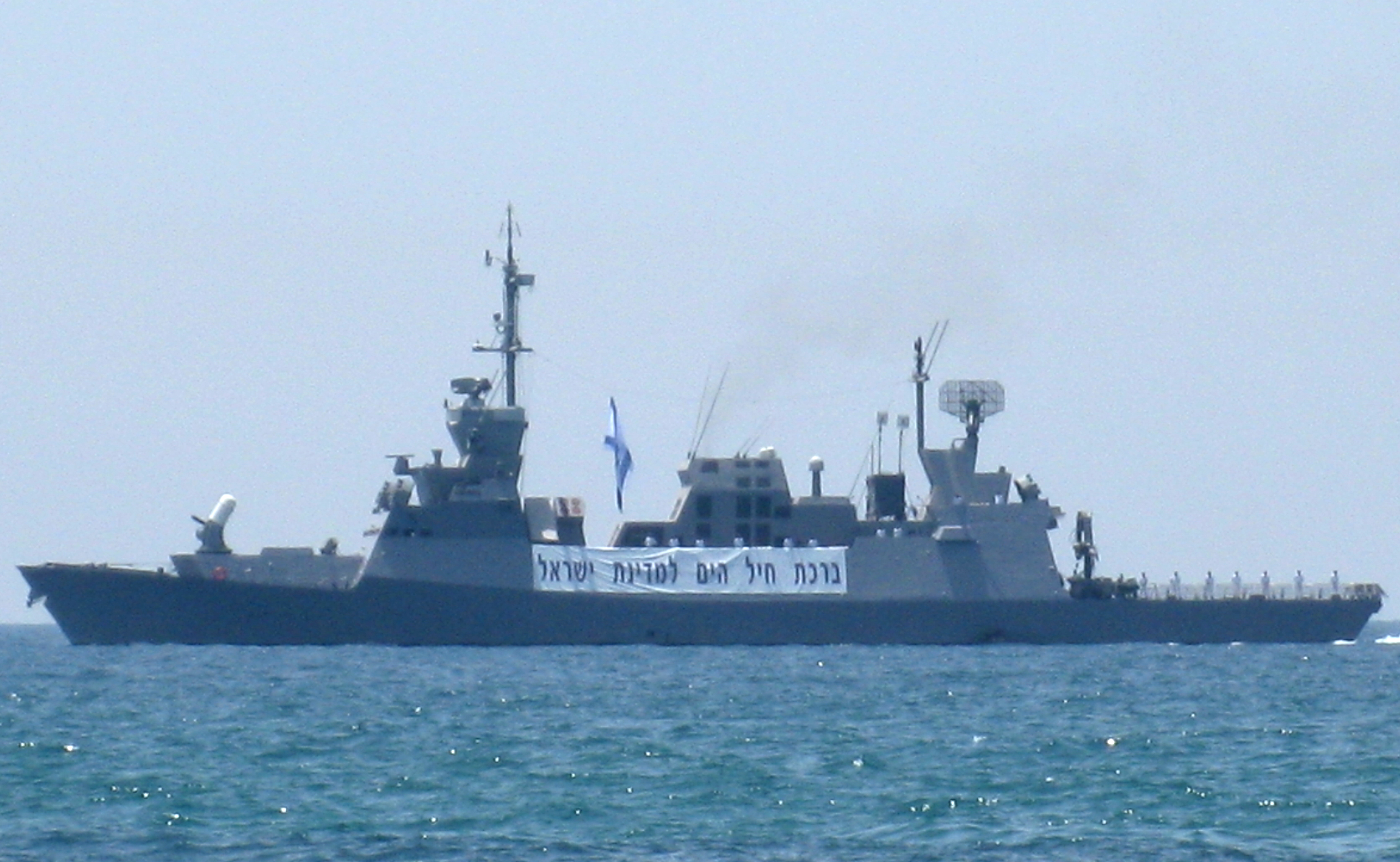
이스라엘 해군 최고의 수상함인 사르5급 초계함

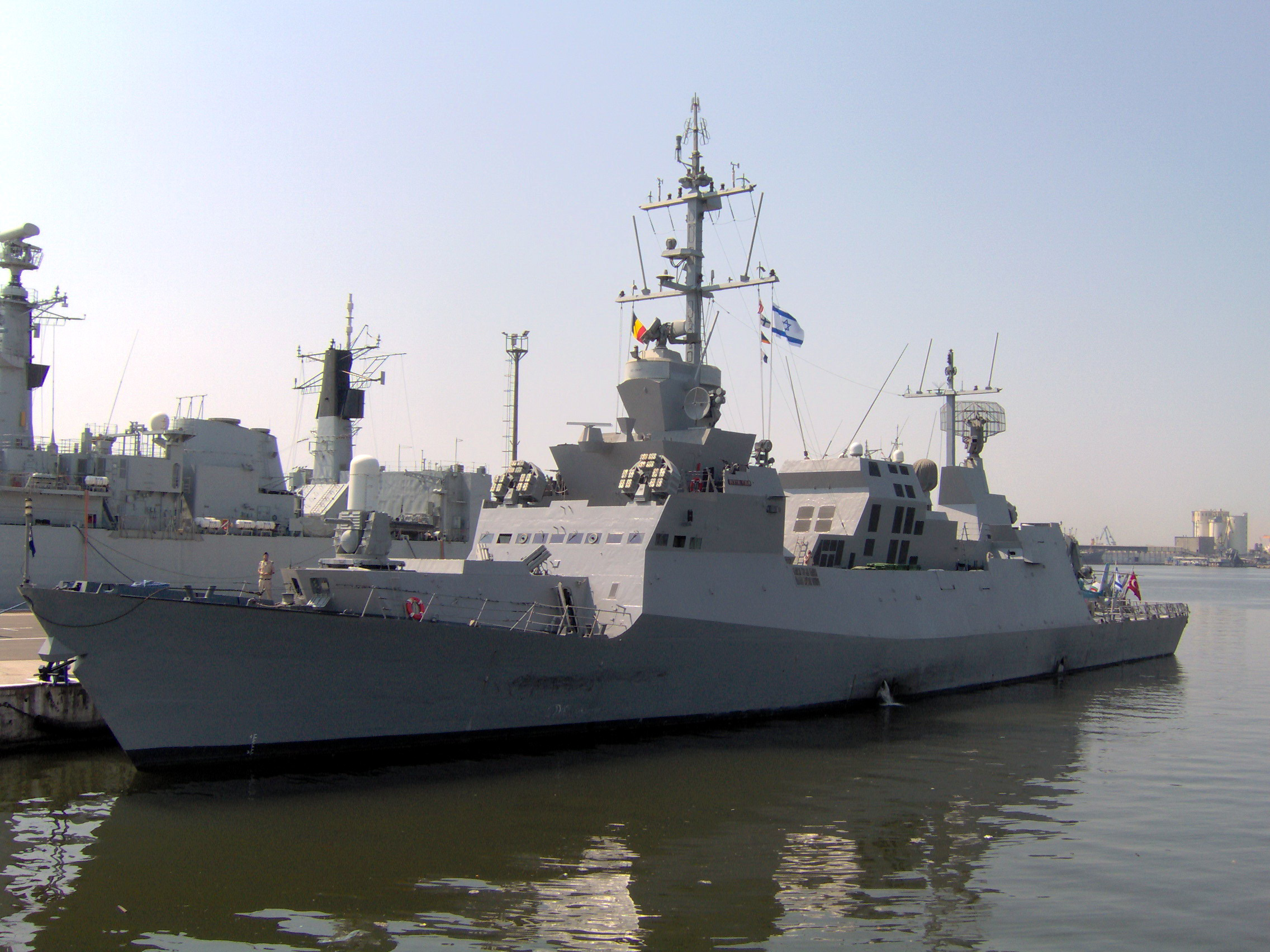
사르5급 1번함 에일라트함. 스틱스 미사일에 격침된 에일라트함과 이름이 같다.

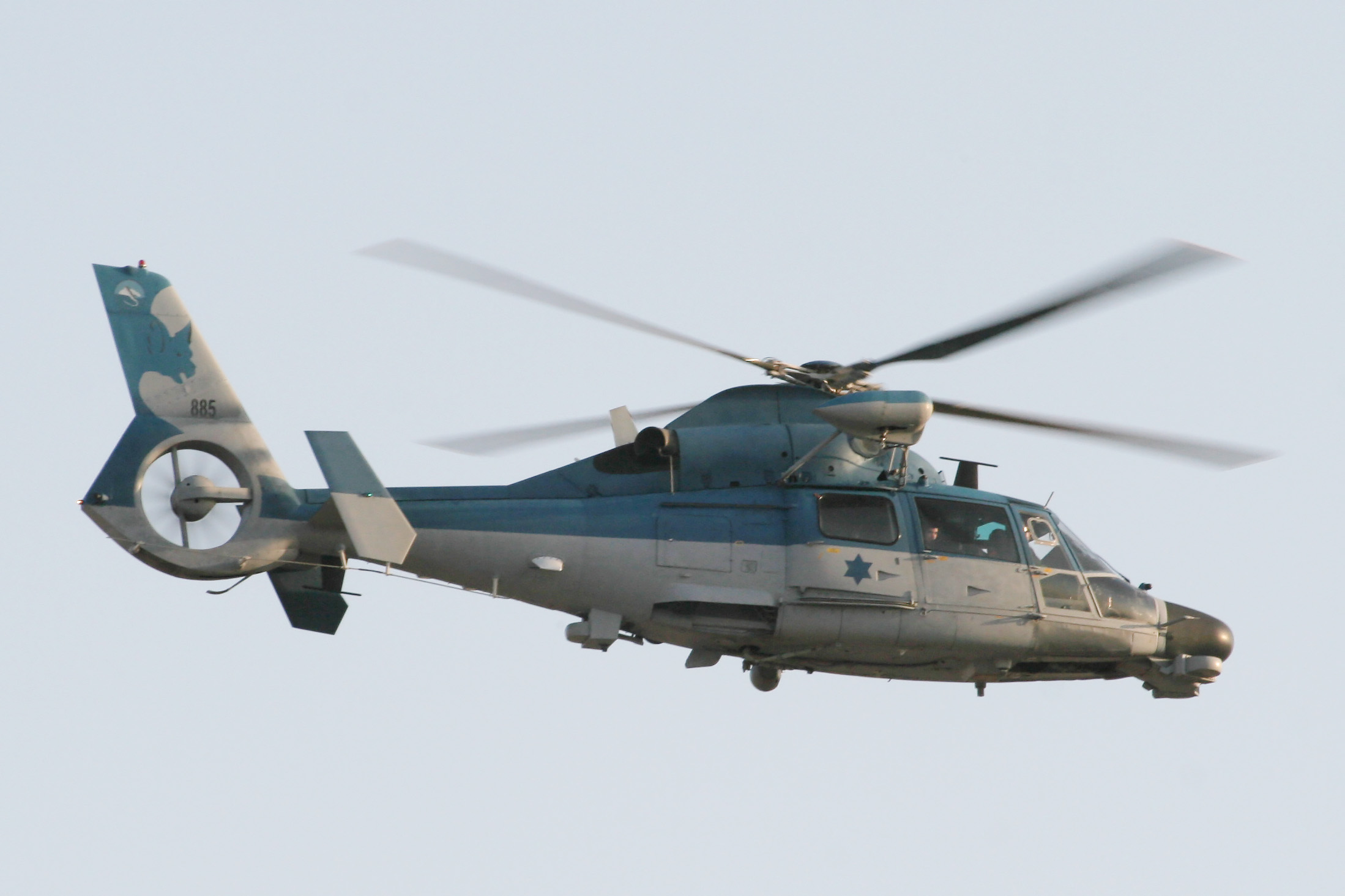
사르5급 초계함에서 사용되는 유로콥터 팬더

사르5(tempest סער)는 이스라엘 해군의 초계함(corvette)이다.
사르4.5급 미사일정의 설계를 발전시켰다. 이스라엘이 설계했고, 모두 3척이 미국 미시시피주 최대 민간기업인 노드롭 그루만의 잉걸스 조선소에서 건조되었다.
사르5급은 이스라엘 해군의 최고성능의 수상함이다. 척당 2억 6천만 달러이다.
사르4.5급 미사일정이 만재배수량 500톤, 사르4급 미사일정이 만재배수량 450톤이고 모두 이스라엘 조선소에서 건조된 것에 비해, 사르5급 초계함은 만재배수량 1200톤에 미국의 대표적인 군함제작사인 잉걸스 조선소에서 건조되었고, 헬기까지 탑재한다. 즉, 이스라엘 해군에서 헬기가 탑재되는 전투함은 사르5급 초계함 3척뿐이다.
- INS 에일라트 - 1993년 진수
- INS 라하브 - 1993년 8월 진수
- INS 하닛 - 1994년 3월 진수

## 같이 보기
- 사르4급 미사일정
- 사르 4.5급 미사일정